# Lorenz Erni
Lorenz Erni (* 1950) ist ein Schweizer Rechtsanwalt und Strafverteidiger.

## Karriere
Der Sohn eines Bibliothekars und einer Klavierlehrerin studierte Recht, promovierte in Hamburg und arbeitete nebenbei als Taxifahrer. Als junger Anwalt in Zürich übernahm er viele Mandate als Pflichtverteidiger von Kleinkriminellen, was ihn für das Handwerk des Strafverteidigers begeisterte.
Spektakuläre Strafprozesse, etwa derjenige gegen den Kinderschänder René Osterwalder 1998, als er dessen Freundin vertrat, machten Erni bekannt, und zunehmend auch als Verteidiger in grossen Wirtschaftsstrafprozessen gesucht. So verteidigte er etwa 2003 den Bankier Martin Ebner gegen den Vorwurf des versuchten Insiderhandels, 2007 den Ex-Swissair-CEO Philippe Bruggisser im Prozess um den Kollaps der Airline, und 2022 den früheren Raiffeisen-Chef Pierin Vincenz gegen den Vorwurf des Betrugs.
In grossen Prozessen erzielte Erni häufig Freisprüche oder milde Urteile, was ihm den Ruf als einer der besten und bekanntesten Strafverteidiger der Schweiz einbrachte. Dieser Ruf litt allerdings 2019 darunter, dass Erni sowohl den ehemaligen FIFA-Präsidenten Sepp Blatter wie auch den Bundesanwalt Michael Lauber in Verfahren vertrat, die mit Machenschaften im Weltfussball zusammenhingen, weswegen ihm Anwaltskollegen einen Interessenkonflikt vorwarfen.

## Privatleben
Erni ist verheiratet und lebt in Zürich Albisrieden. Er ist Mitglied der Sozialdemokratischen Partei. 2017 wurde ihm die Ehrendoktorwürde der Universität Luzern verliehen.